# Гавриловка (Киевская область)
Гаври́ловка (укр. Гаври́лівка) — село в Бучанском районе Киевской области. Расположен в 38 километрах от Киева. Население составляет около 3000 человек. Особенно сильно село начало развиваться в конце 1970-х годов, когда был построен один из наибольших племптицезаводов в СССР ГППЗ «Полесский», на базе которого в конце 1990-х годов был создан «Комплекс Агромарс» выпуская продукцию птицеводства под ТМ «Гаврилівські курчата».
В селе родился Герой Советского Союза Иван Михайленко.

## Галерея

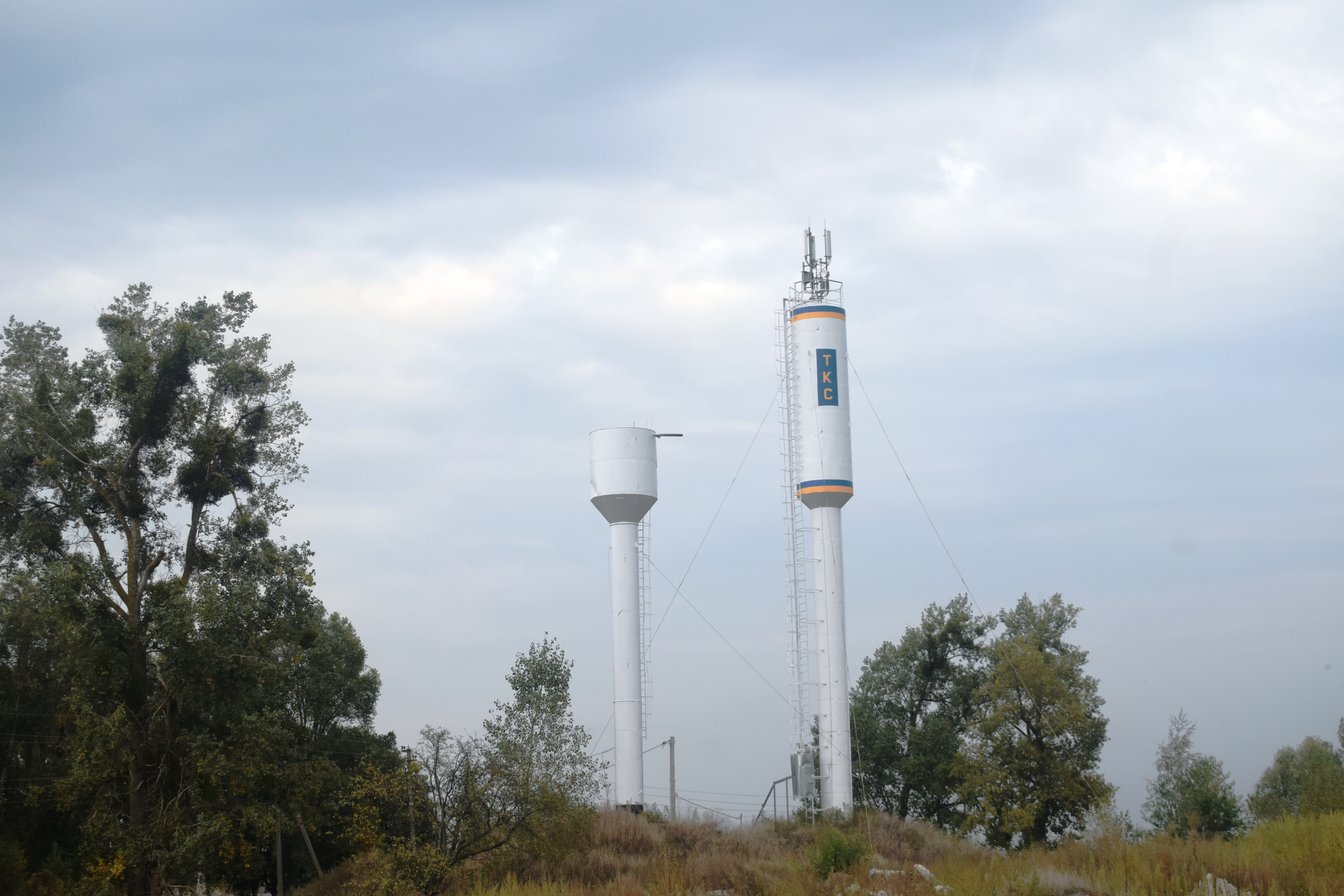
Водонапорные башни
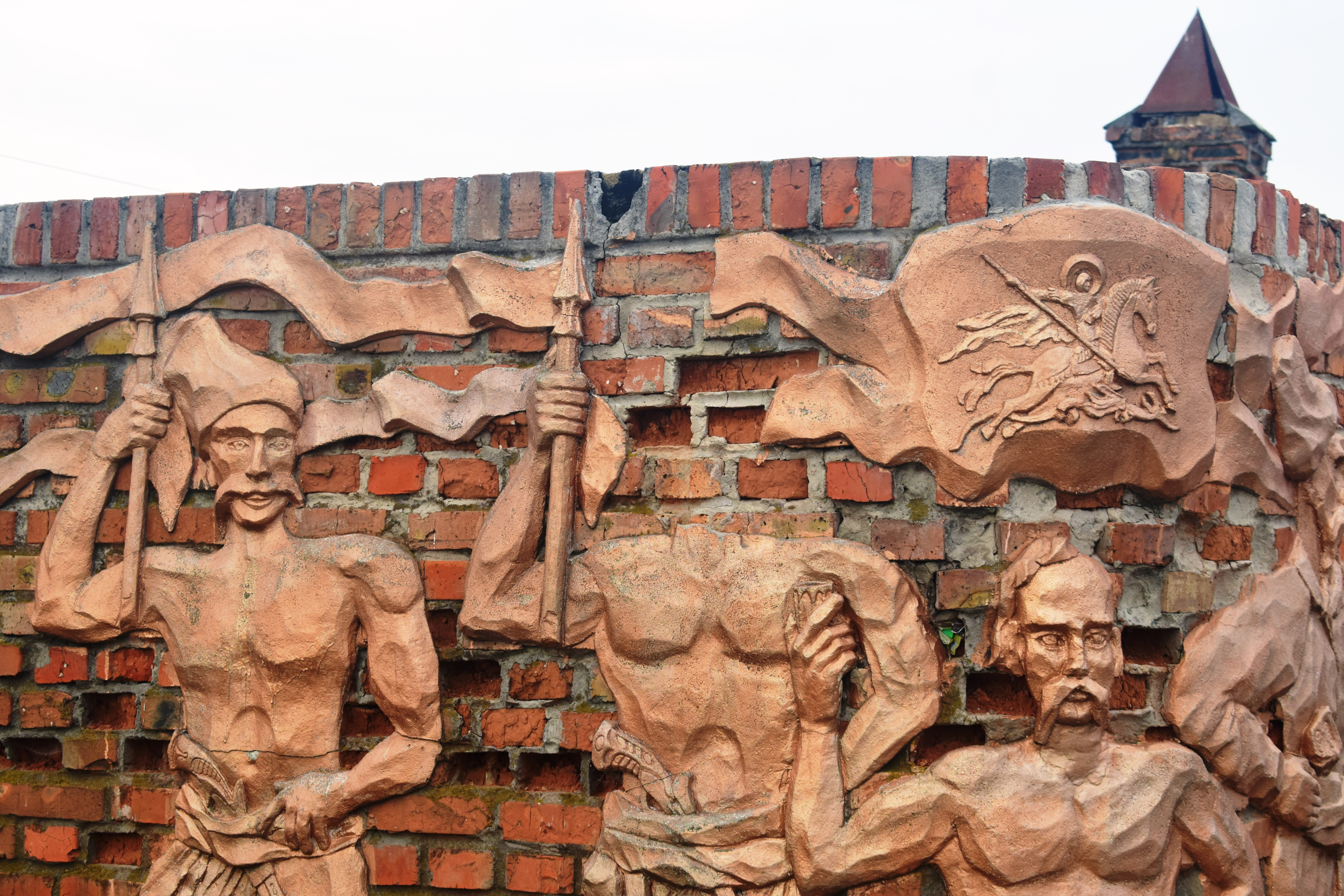
Лепнина на автобусной остановке
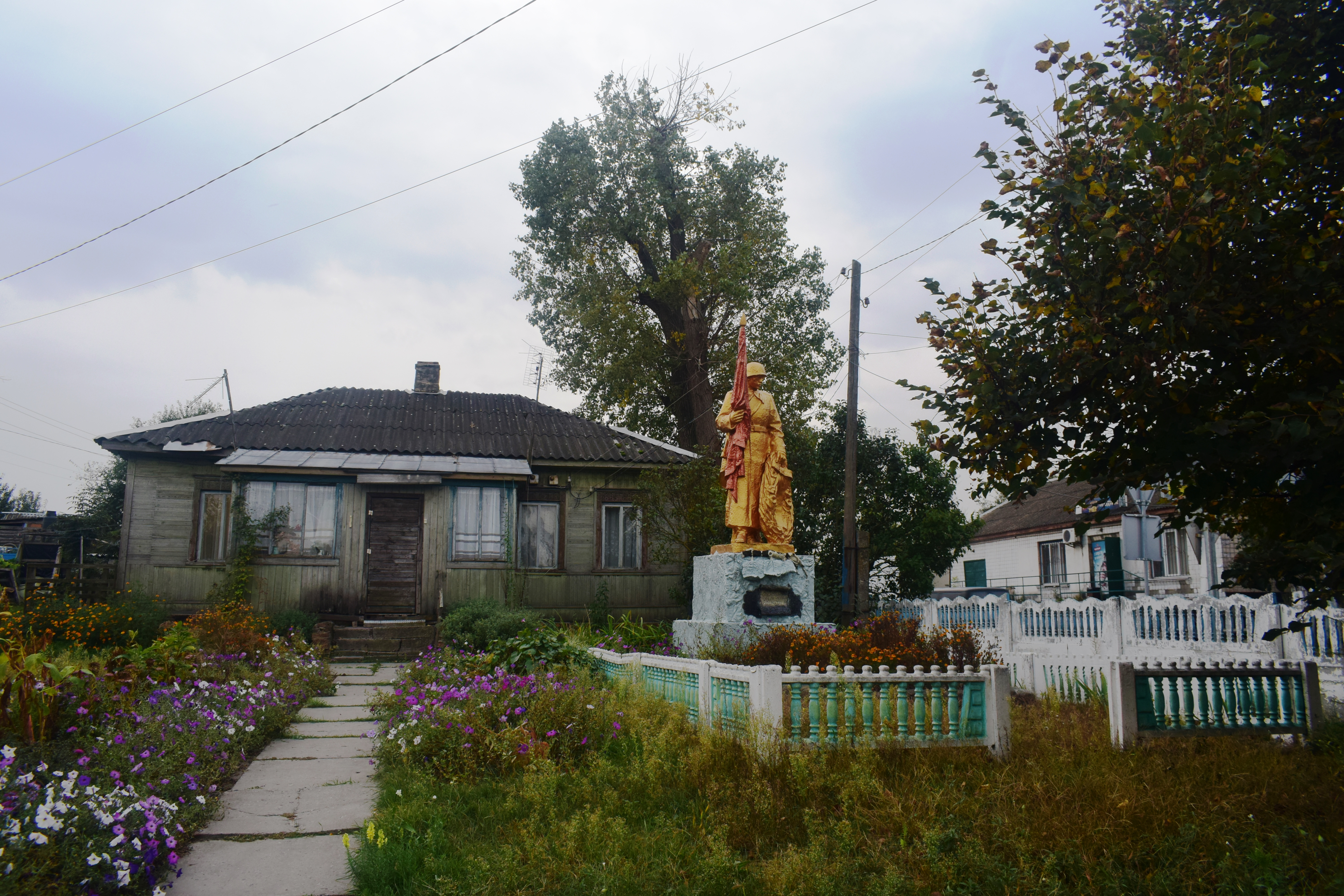
Братская могила советских воинов возле старого сельсовета
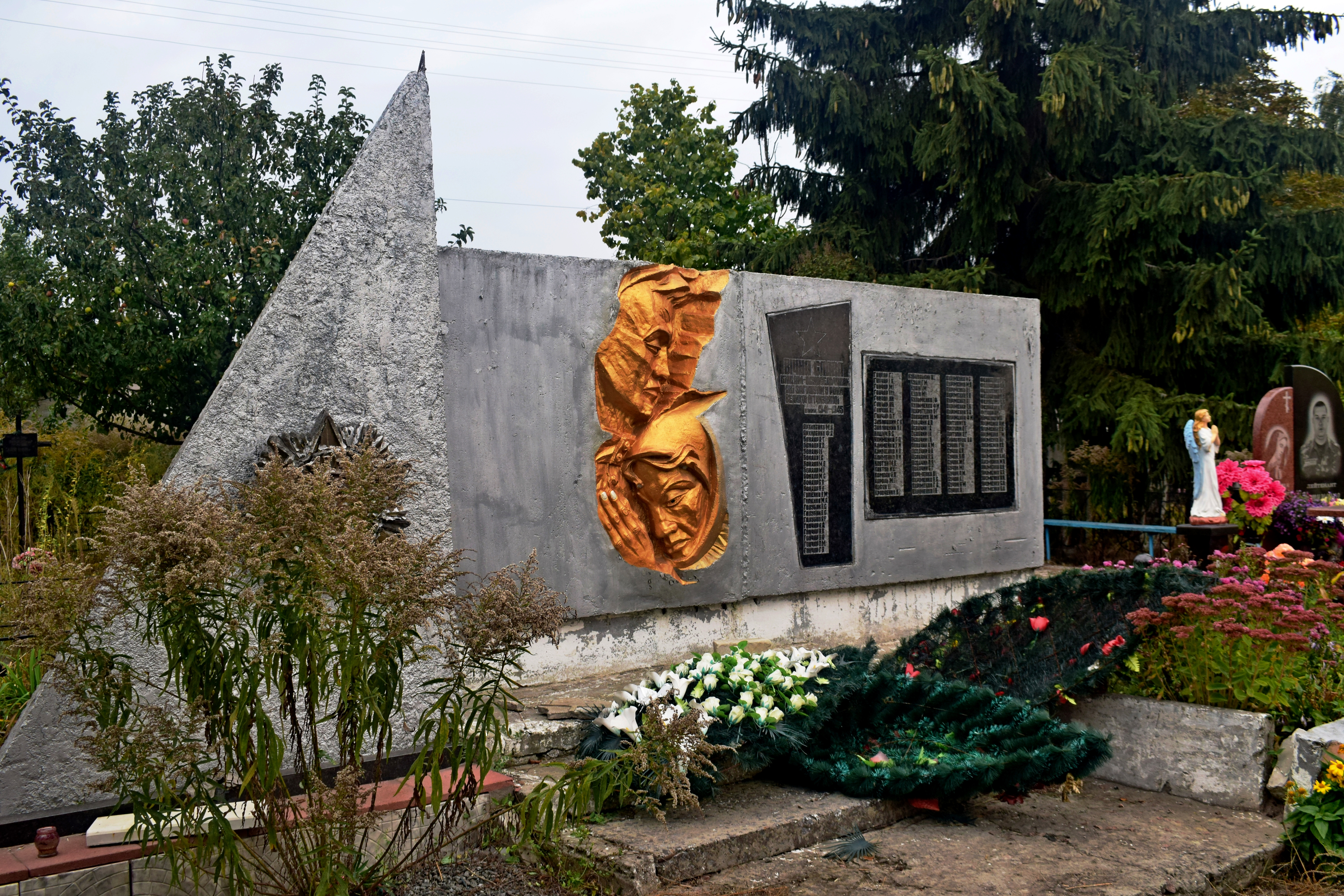
Памятник воинам-односельчанам
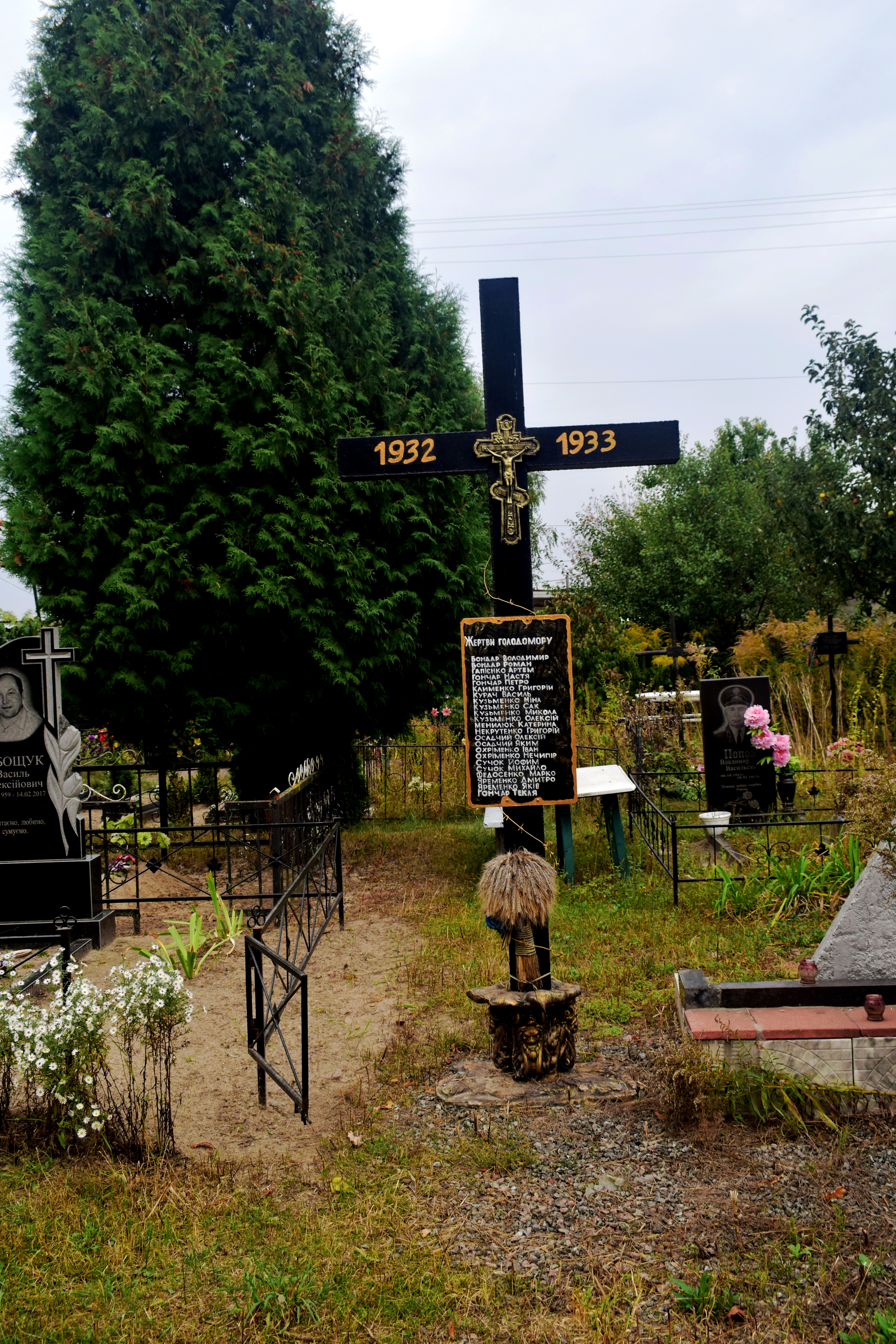
Памятний знак жертвам Голодомора